# Ali Hogg
Ali Hogg (17 de junio de 1980) es una activista LGBTI australiana afincada en Melbourne. Es conocida por su campaña a favor del matrimonio entre personas del mismo sexo y los derechos de los homosexuales. Como convocante de Equal Love en Victoria, SameSame.com.au informó que Hogg fue votada como la australiana LGBTI más influyente del país en 2011 y la sexta melburiana más influyente por The Age por su activismo ese mismo año.

## Biografía
Hogg estudió en el Victorian College of the Arts y se convirtió en fotógrafa independiente, una profesión que considera "paradójica", ya que incluye algunas fotografías de bodas. También es miembro del grupo activista de base Alternativa Socialista.

## Activismo
El miércoles 15 de noviembre de 2017, Equal Love y Ali Hogg celebraron el último evento de Equal love frente a la Biblioteca Estatal de Victoria, Melbourne CBD. Entre los oradores se encontraban Sarah y Jac Tomlins, así como Jason y Adrian Tuazon McCheyne, ambas parejas que desencadenaron la polémica enmienda a la ley de matrimonio en 2004, al intentar que sus matrimonios canadienses fueran reconocidos en Australia. Los resultados anunciados confirmaron que el 61,6% de las personas que participaron en la encuesta postal no vinculante votaron «Sí». Hogg fue una de varias, prominentes activistas LGBTI reconocidas por sus esfuerzos para avanzar en la causa de los derechos de matrimonio igualitario en Australia, con su reciente nominación a los premios Inspirational Women of Yarra 2018. La nominación celebró cómo "Durante más de una década, Ali ha sido fundamental en el avance de la igualdad matrimonial en Australia como convocante de Equal Love, Melbourne. Ha mostrado un amplio apoyo organizativo a las voces minoritarias y se ha asegurado de que los mítines y foros de Equal Love fueran accesibles para las personas con discapacidad. La victoria en la igualdad matrimonial se debió a años de campaña y a un esfuerzo descomunal de personas como Ali".